# Burgruine Arconciel
Die Burgruine Arconciel (deutsch auch Ergenzach) ist ein ehemaliger Herrschaftssitz in der Gemeinde Bois-d’Amont im Bezirk Saane im Schweizer Kanton Freiburg.

## Lage

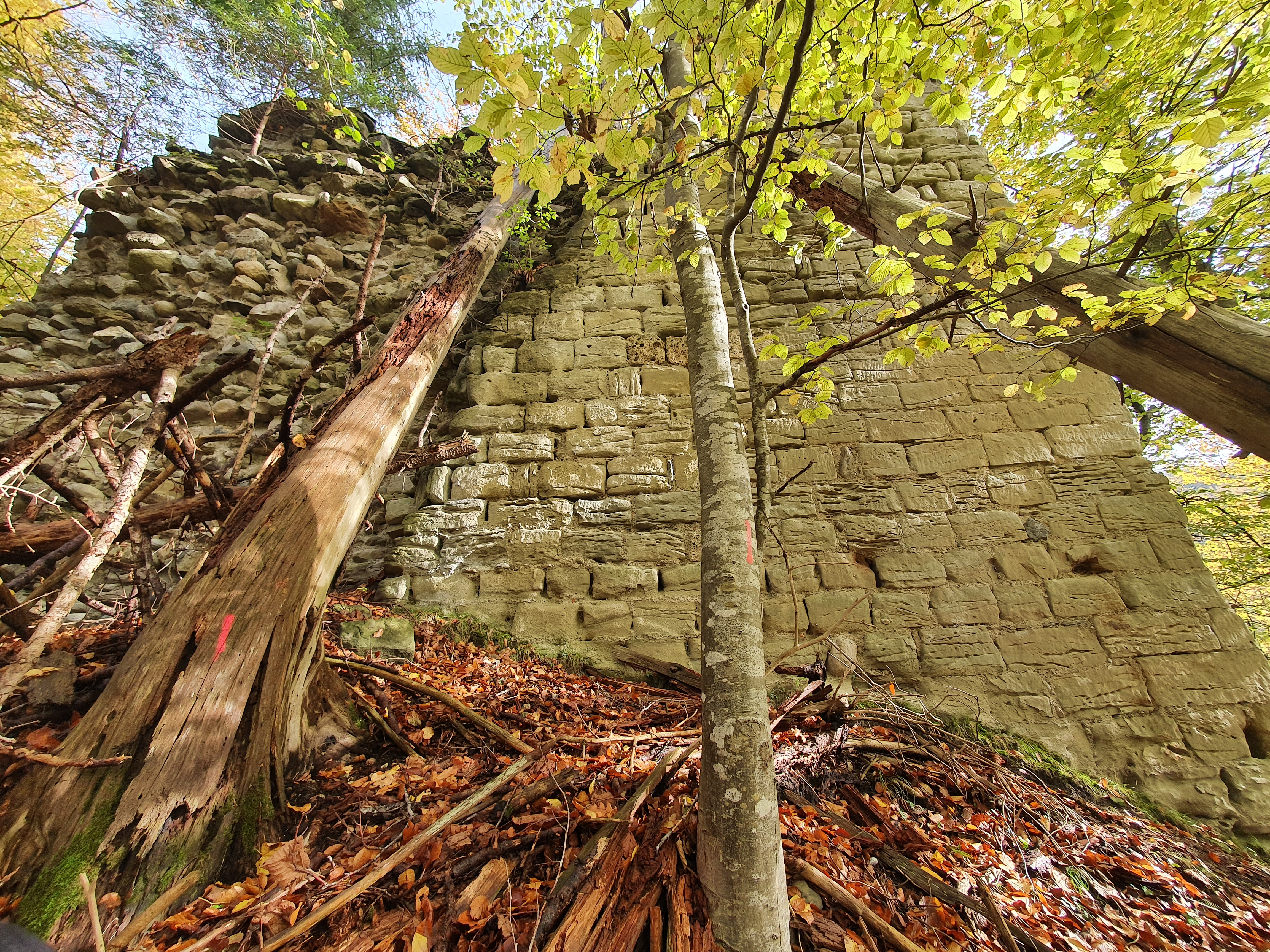
Reste der nordöstlichen Wehranlage

Einen Kilometer südwestlich der Ortslage von Arconciel befindet sich die Ruine der Höhenburg auf einem Plateau 50 Meter oberhalb der Saane, die mit ihren Flussschleifen drei der vier Seiten des Sporns umfliesst. Am gegenüberliegenden südlichen Ufer findet sich die Burgruine Illens, deren Geschichte eng mit der von Arconciel verwoben ist.

## Geschichte
Das Areal soll schon in römischer Zeit befestigt gewesen sein. In einer Schenkungsurkunde aus dem Jahr 1082 wird das castrum Arconciacum erstmals erwähnt. Da dieser Akt von König Heinrich IV. ausging, der zu diesem Zeitpunkt römisch-deutscher König war und im Konflikt mit dem Papst (Investiturstreit, Gang nach Canossa, 1082 Kriegszug gegen Rom) stand, wird vermutet, dass er die Schenkung vor allem vollzog, um eine Front gegen die Ausbreitung seiner päpstlich gesinnten Gegner, insbesondere der Zähringer, zu bilden. Die bereits bestehende Burg samt Siedlung kam so an einen Cono/Kuno von Oltigen, wahrscheinlich der Bruder von Burkhard von Oltigen, Bischof von Lausanne, Parteigänger Heinrichs IV. und selbst drei Jahre zuvor von Heinrich mit der Burg Murten bedacht.
Das Herrschaftsgebiet von Arconciel umfasste im Jahr 1082 die Orte Farvagny, Sales, 1291 auch Treyvaux, Ecuvillens, Magnedens und Corpataux. Die Siedlung entwickelte sich zum Marktflecken, der – archäologisch 1975 nachgewiesen – aus zwei Häuserzeilen bestand. Nicht restlos geklärt ist die Rolle, die die Furt bei der Gründung der Burg spielte. Zwar wird auch die Gründung der nahen Burg Pont-en-Ogoz mit einer Saane-Furt verbunden, an der im Hochmittelalter eine Brücke entstand, aber Flückiger (1984) bezeichnet den Weg, der zwischen Arconciel und Illens die Saane quert und an dem sich ebenfalls eine Brücke nachweisen lässt, nur als lokal bedeutsam. Das würde kaum zwei Festungen rechtfertigen. Auch die Vermutung, es handele sich um eine „Rodungsburg am Rand des Tobels“ erklärt zwei so nahe beieinander gelegene, aber nicht verfeindete Burgen kaum. Es ist daher anzunehmen, dass die Burg tatsächlich nur zum Schutz der Marktsiedlung erbaut wurde.
Später gehörte Arconciel den Herren von Glâne und war wohl schon damals mit Illens verbunden. Als im Jahr 1143 Wilhelm III. de Glâne starb, ging die Herrschaft an Rudolf von Neuenburg, da seine Frau Emma de Glâne eine Schwester Wilhelms war. Rudolf nahm Arconciel in seinen Namen mit auf, was auch die folgenden Generationen so handhabten. Einzig von seinem Enkel, dem jung gestorbenen Minnesänger Rudolf von Neuenburg, ist dies nicht nachweisbar, aber anzunehmen, da sich sein Sohn Berthold – ebenso wie sein Vater Ulrich II. – „Mitregent von Neuenburg, Herr von Arconciel“ nannte. In der Zeit des 12. und 13. Jahrhunderts entstand zudem ein Ministerialengeschlecht, das offenbar die Burg verwaltete (etwa in Wilhelm de la Roche). Dies erklärt sich vermutlich daraus, dass die Burg an einen anderen Zweig der Familie kam, denn sie findet sich sodann in den Händen von Ulrich III., Bruder des Minnesängers, und kommt nach dessen Tod im Jahr 1226 an Ulrichs Sohn Ulrich IV., der die Linie Neuenburg-Aarberg begründete. Für jene war Arconciel nur ein Nebenbesitz (mit Strassberg und Illens). Hinzu kam, dass acht Kilometer entfernt durch die Gründung Freiburgs im Jahr 1157 direkte Konkurrenz geschaffen wurde, wodurch Arconciel ständig gefährdet war. Illens kam vermutlich auch deshalb als Brückenkopf später hinzu, um auch von dieser Seite aus Schutz zu bieten. Restlos geklärt ist dieser Aspekt aber nicht.
Ulrich IV. war es dann auch, der 1251 den Lehnseid an Peter II. von Savoyen leistete. Vermutlich, um so besser abgesichert zu sein. Er gab dem Ort zudem im Jahr 1271 das Stadtrecht nach Freiburger Vorbild (Freiburger Handfeste), wohl in der Hoffnung auf ähnlichen wirtschaftlichen Erfolg. Ulrichs Sohn Wilhelm von Neuenburg-Aarberg trennte sich zwischen 1292 und 1296 von Arconciel und Illens, indem er es an die Freiburger Familie Englisberg verkaufte, bei der sie ein halbes Jahrhundert lang verblieben. Agnes von Englisberg wird z. B. im Jahr 1302 domina de Yllens et de Arconcie genannt. Schwabe (1982) vermutet, dass Englisberg als ehemaliger Schultheiss von Freiburg kein Interesse daran hatte, Arconciel zu fördern, sondern dass er im Gegenteil den Niedergang von Stadt und Burg einleitete. Flückiger (1984) merkt hingegen an, dass die Familie Englisberg dem Haus Savoyen in den Jahren 1298, 1314 und 1335 huldigen muss. Dieses hatte demnach seine Rolle als Lehnsherr nicht verloren. Die Familie Englisberg erweiterte zudem den Herrschaftsbereich auf die Orte Ependes, Praroman, Rossens und Plaffeien, setzte sich also aktiv für Arconciel ein.
Von ca. 1342 bis 1350 besass das Adelsgeschlecht d’Oron die Burgen, dann gelangten sie durch die Heirat von Wilhelms Sohn Peter II. von Aarberg wieder zurück an die Familie von Neuenburg-Aarberg. Peter II. verschuldete sich und musste Arconciel verpfänden, doch selbst er, wie auch die d’Oron, huldigte noch den Savoyern. Er zog sich ins benachbarte Illens zurück und seine Witwe Luquette von Greyerz verkaufte schliesslich im Jahr 1380 die Herrschaft Arconciel-Illens an den Ritter Anton von Turn (de La Tour). Zu dieser Zeit wird die Burg Arconciel schon nur noch Ruine genannt, aber der Titel blieb erhalten. Anton geriet in Konflikt mit Freiburg, welches Arconciel schliesslich zerstörte. Es hatte sich aufgrund der nahe gelegenen Konkurrenzstadt Freiburg ohnehin nicht sonderlich gut entwickeln können, doch nun wurde es aufgrund der Pestwellen und der Kriegszerstörungen bald verlassen, aufgegeben und verfiel. Nach dem Tod Antons im Jahr 1405 kam Arconciel an die Adelsfamilie de La Baume, da seine Tochter Johanna den Grafen von Montrevel, Johannes de Labeaume, heiratete. Die Burg als solche wurde spätestens um 1450 aufgegeben, war aber schon länger kein Herrschaftssitz mehr. Als 1475 Freiburger und Berner Truppen in den Burgunderkriegen auch Illens zerstörten, war das endgültige Ende der Herrschaft gekommen und Arconciel wurde im Jahr 1484 zur sogenannten Alten Landschaft geschlagen und fortan von Freiburg aus verwaltet. Reste der Herrschaft wurden zudem zur freiburgische Vogtei Illens umgeformt.

## Beschreibung

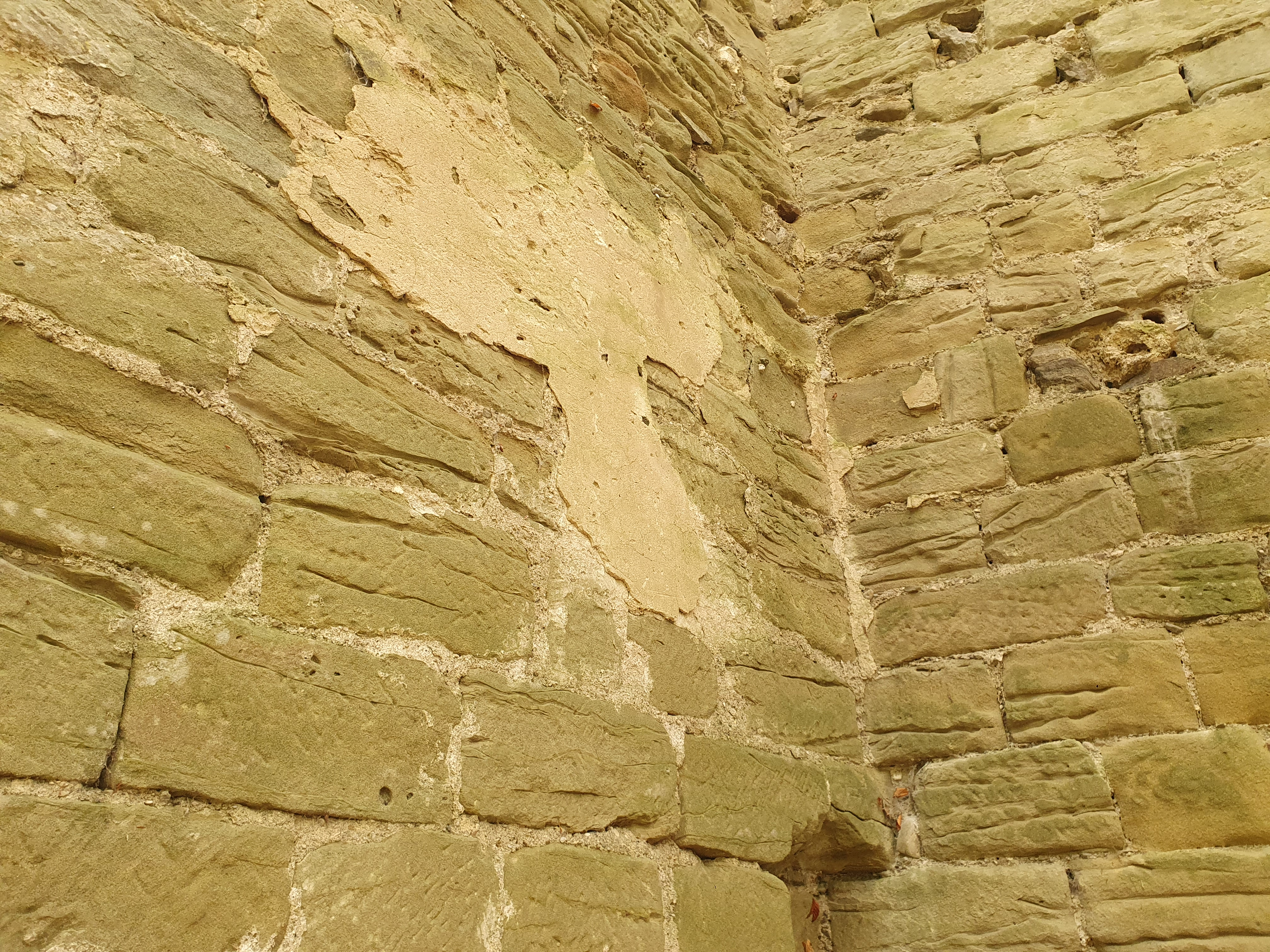
Nordöstlicher Ruinenteil mit Verputzresten

Der Weg vom Ort zur Burgruine Arconciel heisst „Vers-le-Château“ (deutsch Zum Schloss) und führt an einem Hof namens Gotalle vorbei, dessen Bedeutung für die Anlage unklar ist. Von dort aus führt er zum Burggraben, der heute auf einem Damm überquert werden kann. Der nordöstliche Teil der Anlage bildete die eigentliche Burg (20 × 80 Meter gross), der südwestliche bot der Siedlung Platz (40 × 200 Meter). An deren westlichem Ende befand sich eine Toranlage, durch die man zum Fluss gelangt. Zur Zeit von Johann Friedrich Wagner bestand diese Toranlage noch, wie sein Gemälde zeigt. Auch gen Nordosten (zum heutigen Dorf hin) gab es eine Toranlage.

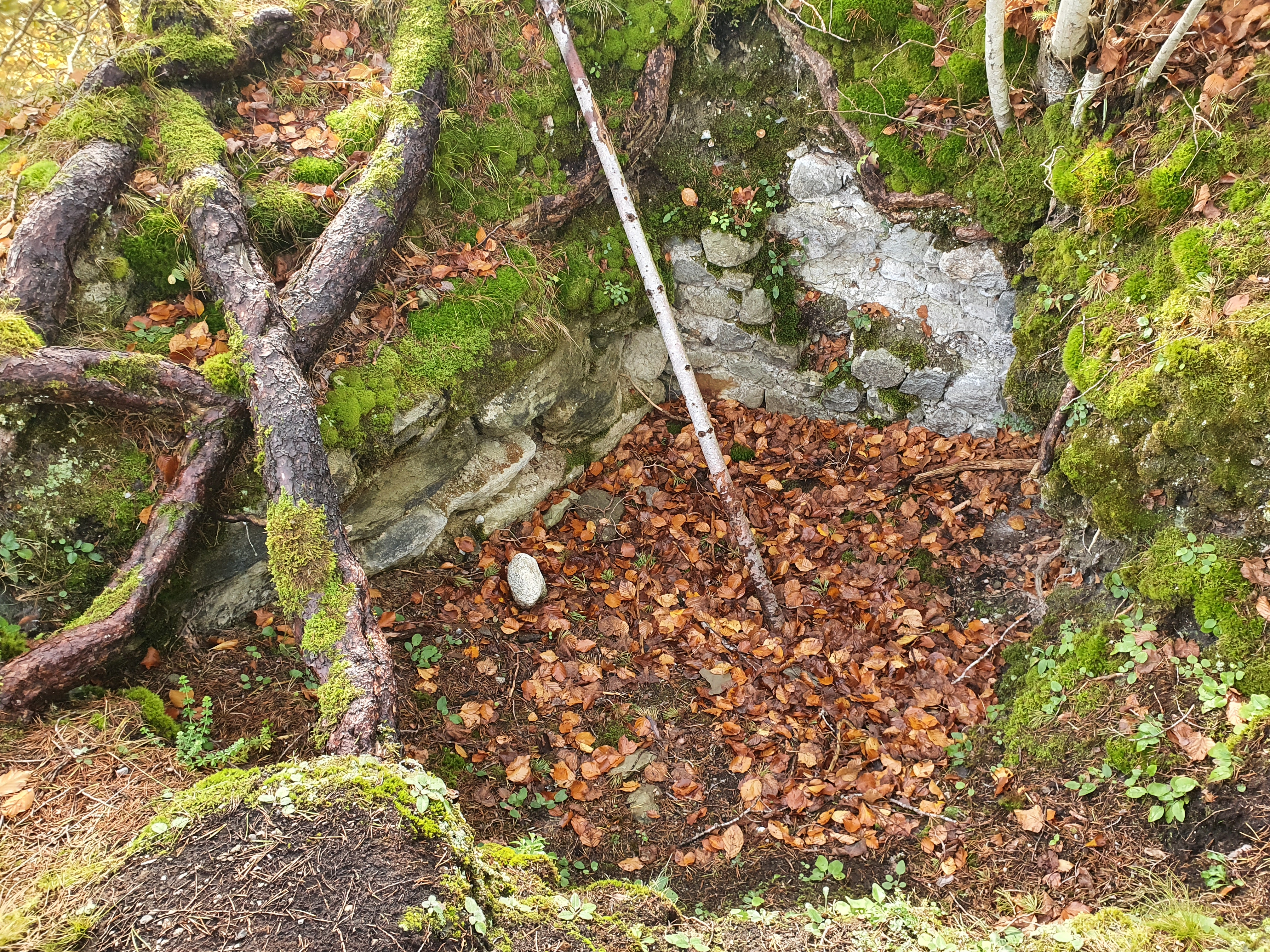
Mauerreste auf dem zentralen Felsblock

Das heute dicht bewachsene Areal ist nur in Teilen zugänglich. Zentral befindet sich ein glatter Felsblock, auf dem bauliche Reste zu erkennen sind, die belegen, dass sich auf ihm ein Bauwerk befand, vermutlich ebenfalls ein Turm. An diesem Sandsteinblock sind auch noch Holzbalkenreste erkennbar. Mit dem Ende der Herrschaft wurde die Burg als Steinbruch genutzt und lieferte u. a. Material für die Stadt Freiburg, im Jahr 1620 für den Bau der Kirche in Treyvaux sowie im Jahr 1784 für die Kirche im heutigen Dorf Arconciel, das neben der ruinierten alten Stadt entstanden war. Drei Zeichnungen von Jean-Joseph Combaz zeigen die damalige Ruinenlandschaft in der Zeit um 1800. Die Gemeinde Arconciel trägt bis heute die Abbildung eines Burgturmes im Wappen. Welcher der Türme dies war, ist nicht endgültig geklärt. Am wahrscheinlichsten ist es aber der Hauptturm (Donjon), der sich im Nordwesten der Anlage befand. Das Schweizerische Inventar der Kulturgüter von nationaler und regionaler Bedeutung führt das Schloss auf seiner Liste als A-Objekt – d. h., es besitzt nationale Bedeutung – mit der KGS-Nummer 9594. Die Betreuung der Burg will die 2018 gegründete Association Arconciacum gewährleisten, die es sich auch zum Ziel gesetzt hat, den Westturm zu sichern.